# Großsteingräber bei Dorfhagen
Die Großsteingräber bei Dorfhagen waren drei megalithische Grabanlagen der jungsteinzeitlichen Trichterbecherkultur bei Dorfhagen, einer Ortschaft der Gemeinde Hagen im Bremischen im niedersächsischen Landkreis Cuxhaven. Sie wurden im 18. oder frühen 19. Jahrhundert zerstört. In einem Bericht von 1718 werden sie als „3 Hauffen großer sogenannter Hünen-Steine“ bezeichnet, die zwischen dem Damm von Hagen und dem Ort Dorfhagen auf einem Hügel an der Aue gelegen haben. Der Ort wurde Steinforth genannt und in der Nähe befand sich ein Richtplatz.